# Jules Adenis
Jules Adenis-Colombeau, dit Jules Adenis, né le 28 juin 1821 dans l'ancien 8e arrondissement de Paris où il est mort le 7 février 1900 dans le 10e arrondissement, est un journaliste, librettiste et auteur dramatique français.
Ses deux fils, Eugène-Félix Adenis-Colombeau dit Eugène Adenis (1854-1923) et Jules-Edouard Adenis-Colombeau dit Édouard Adenis (1867-1952), furent également auteurs dramatiques et librettistes.

## Biographie
Après des études au Collège royal de Bourbon, il entre comme employé à la manufacture de Saint-Gobain. Il se tourne ensuite vers le journalisme et collabore entre autres au Corsaire de 1847 à 1849. Après avoir définitivement quitté son emploi en 1851, il écrit en collaboration un grand nombre de comédies et de livrets d'opéra, dont le plus connu est La Jolie Fille de Perth de Bizet. Il occupe aussi le poste de secrétaire de la Société des auteurs et compositeurs dramatiques.
Jules Adenis est notamment l'auteur du livret du premier opéra-comique de Massenet, La Grand' Tante. Massenet garda longtemps le souvenir de sa première représentation :  « Par un beau vendredi d'avril, à sept heures et demie du soir, le rideau se leva à l'Opéra-Comique. Je me trouvais dans les coulisses auprès de mon cher ami, Jules Adenis. Mon cœur palpitait d'anxiété, saisi par ce mystère auquel j'allais pour la première fois me livrer corps et âme, comme à un Dieu inconnu. » La Grand' Tante eut 14 représentations. La partition d'orchestre disparut lors de l'incendie qui ravagea le théâtre en 1887. 
Il est inhumé au cimetière du Père-Lachaise (10e division).

## La Fiancée d'Abydos
La Fiancée d'Abydos, première le 30 décembre 1865 au Théâtre-Lyrique
- Livret : Jules Adenis
- Musique : Adrien Barthe
- Mise en scène : Léon Carvalho
- Lithographies : Pierre-Auguste Lamy
- Décorateurs : Joseph Thierry et Charles-Antoine Cambon

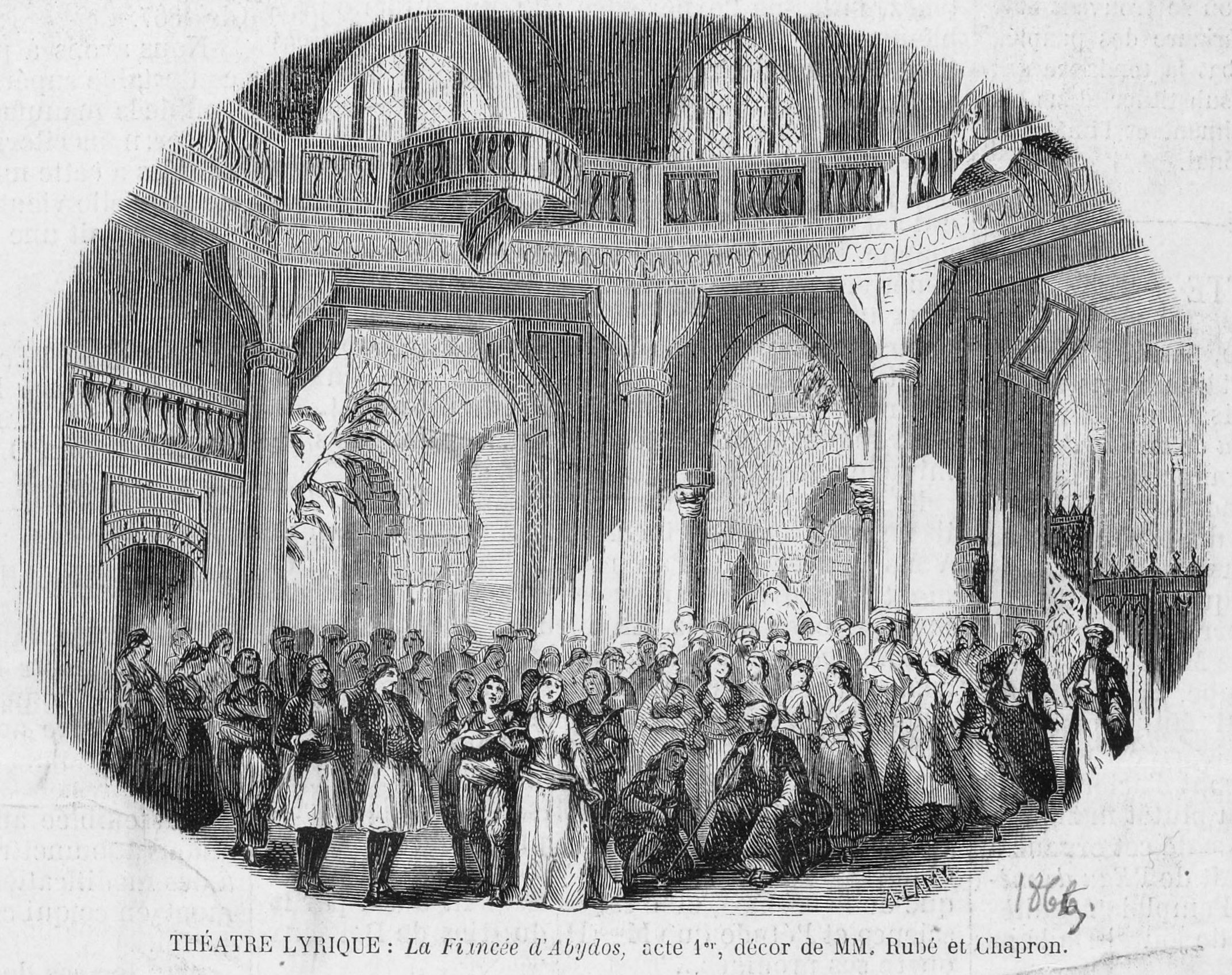
Acte 1, scène 4
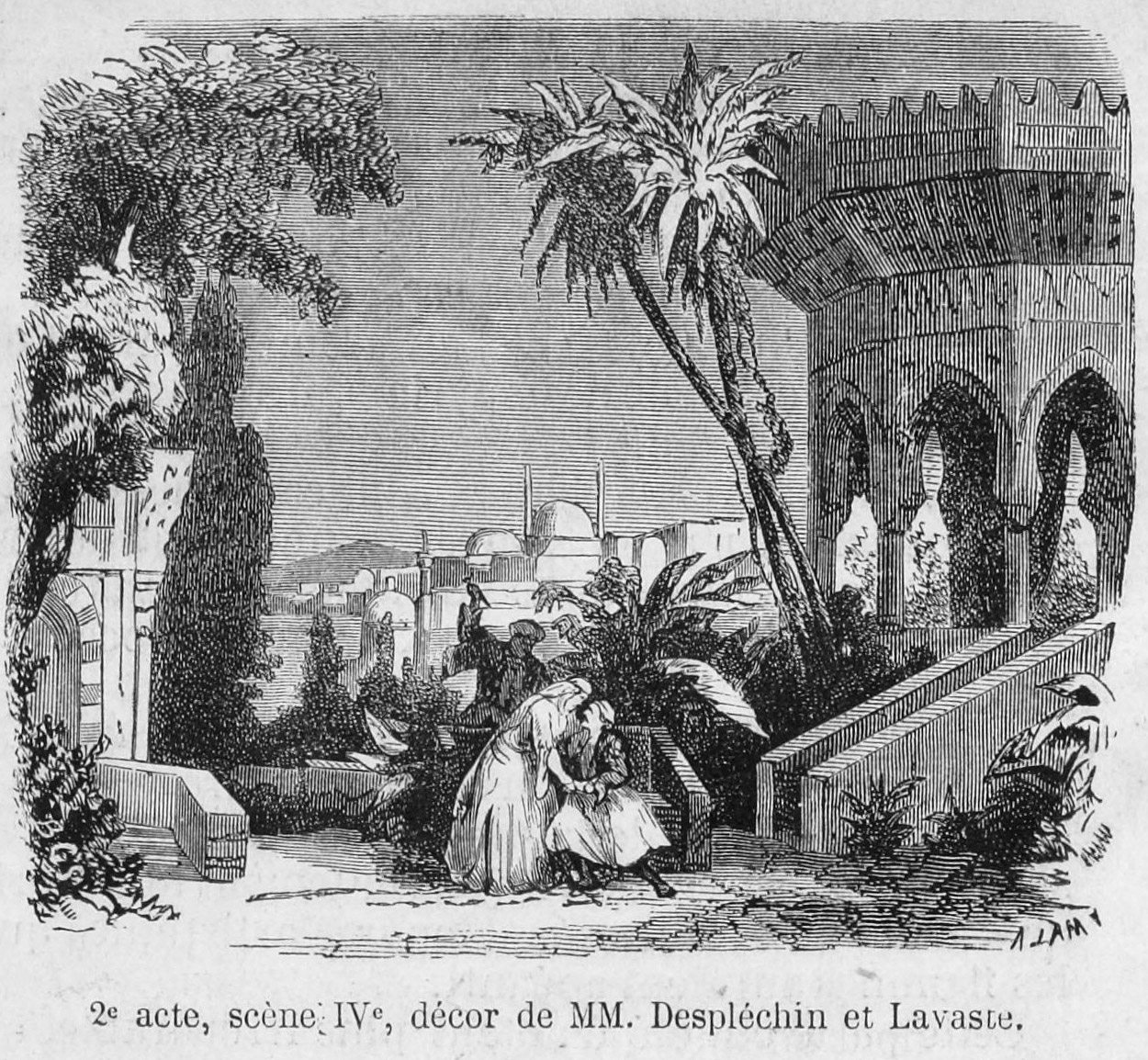
Acte 2, scène 4
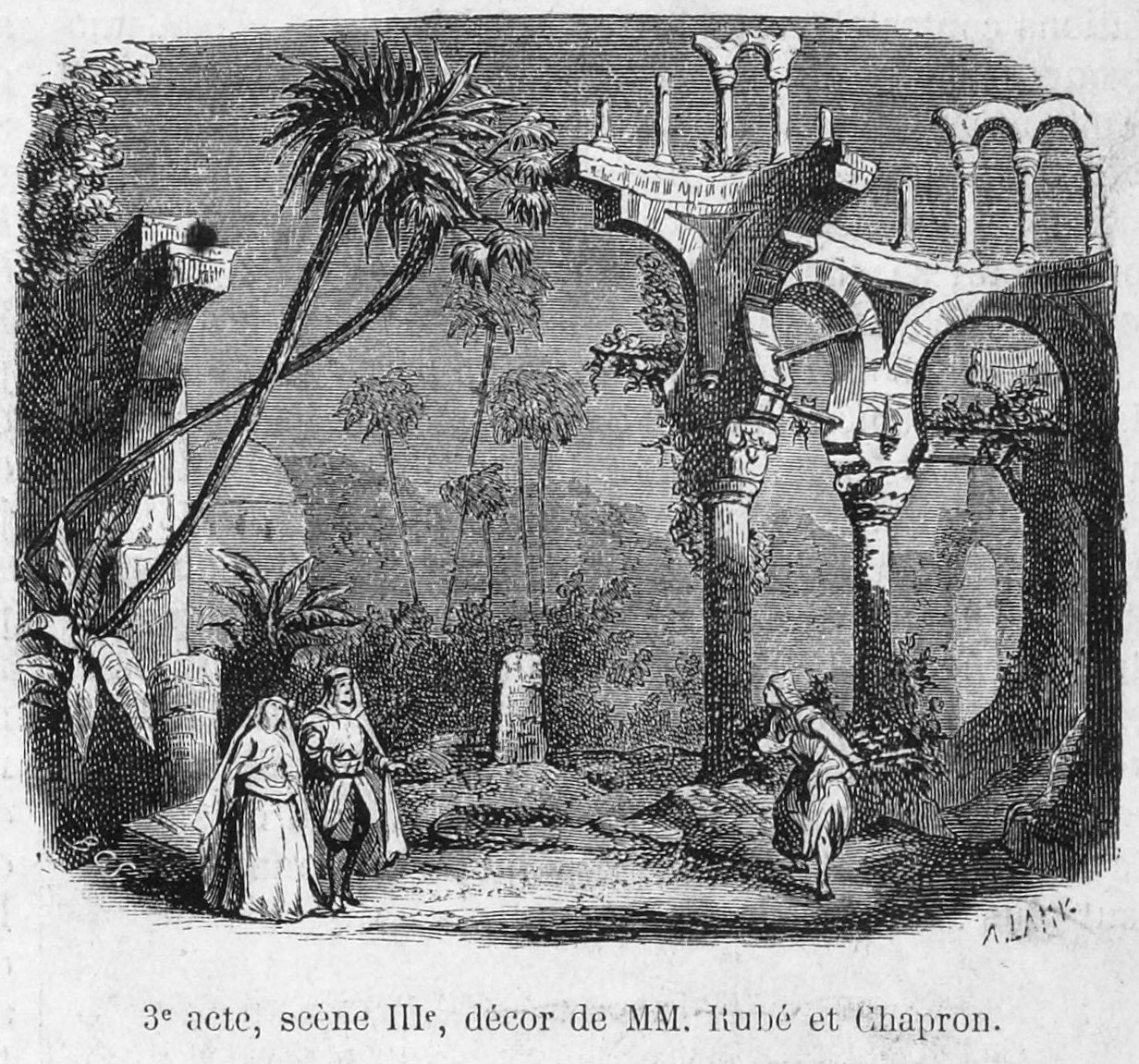
Acte 3, scène 3
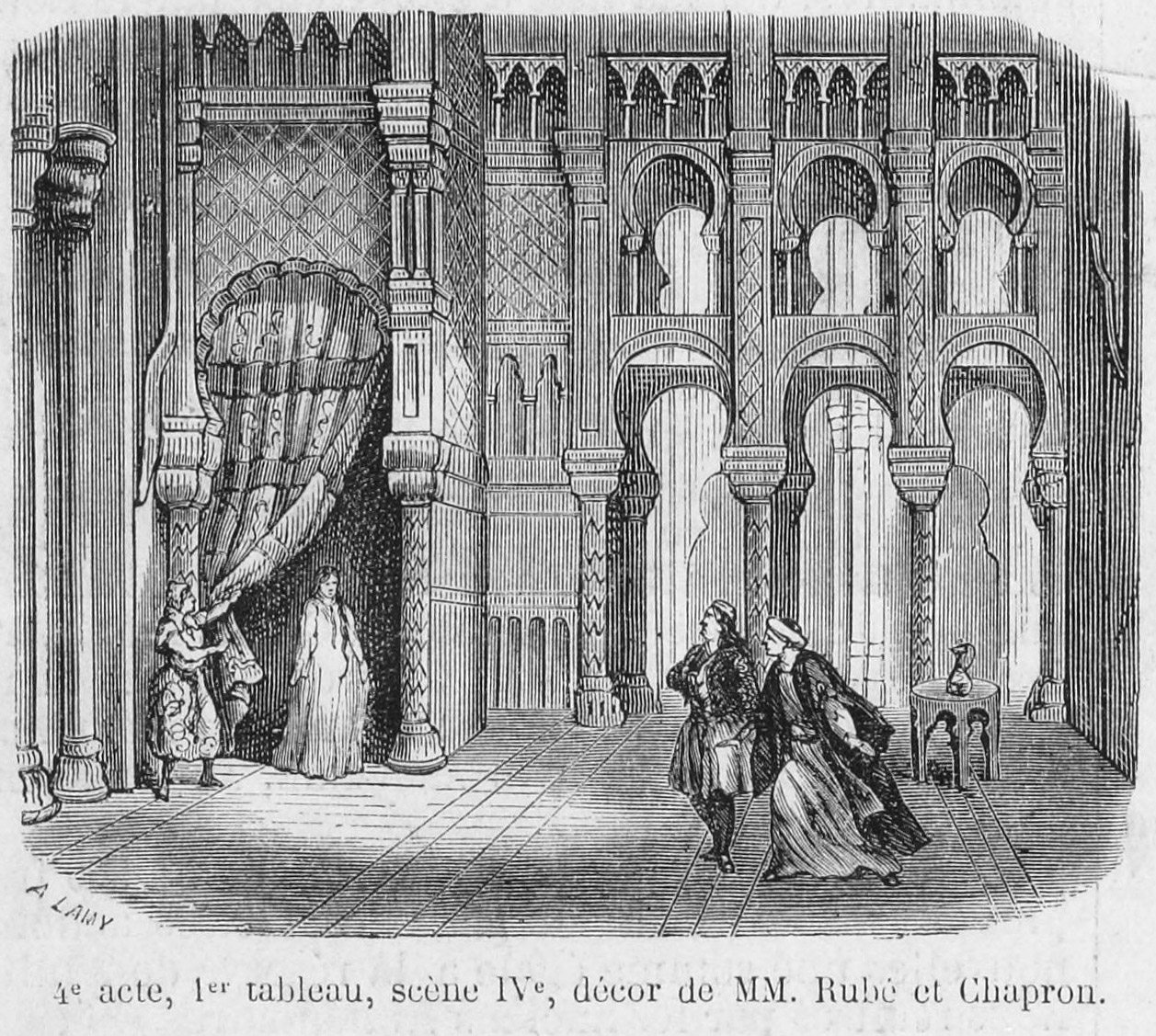
Acte 4, 1er tableau, scène 4
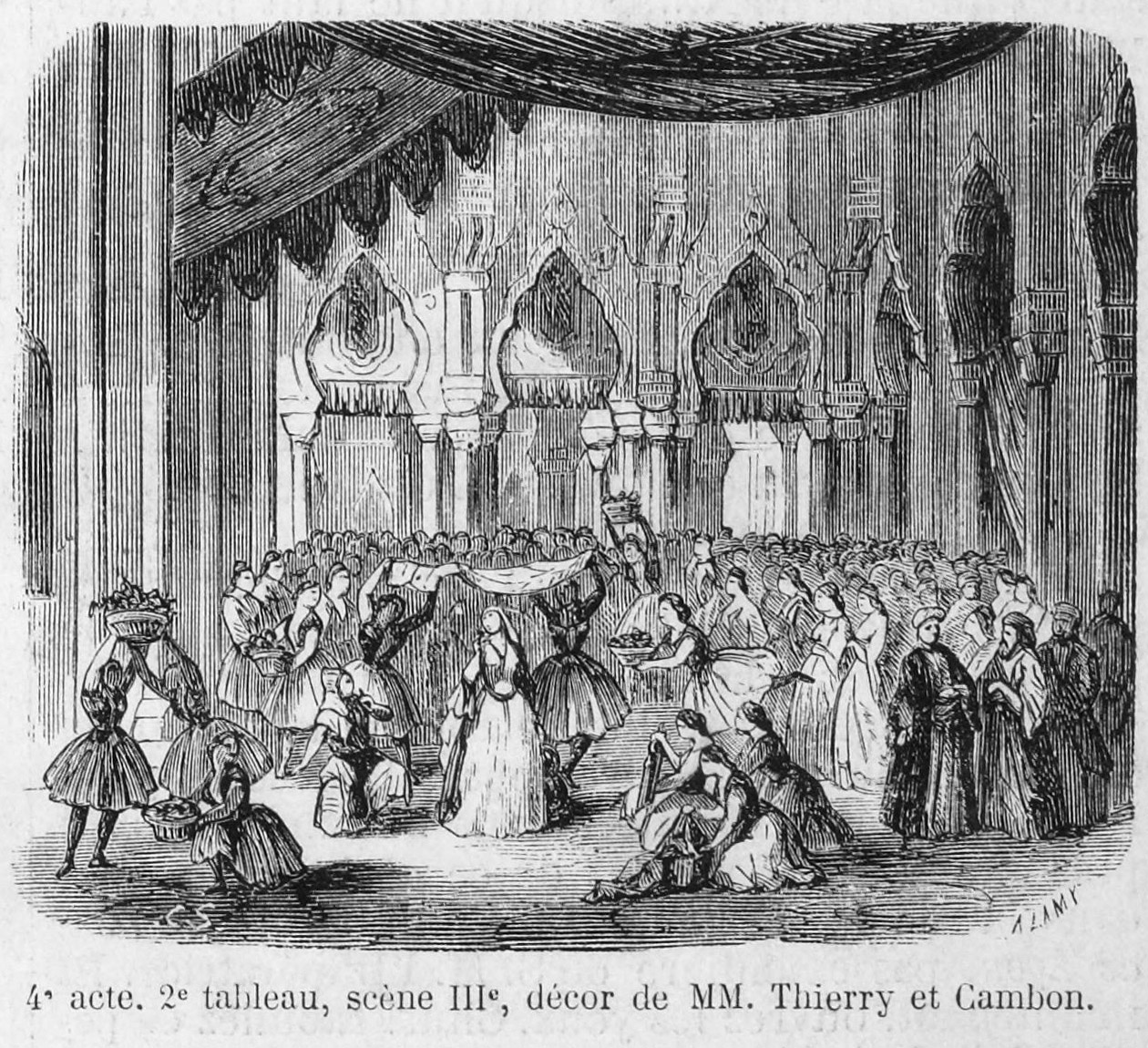
Acte 4, 2nd tableau, scène 3

## Œuvres

### Opéra
- Un postillon en gage, opérette en un acte, avec Édouard Plouvier, musique de Jacques Offenbach, Paris, Théâtre des Bouffes-Parisiens, 9 février 1856
- Madame Pygmalion, opérette bouffe en 1 acte, avec Francis Tourte, musique de Frédéric Barbier, Paris, Théâtre des Bouffes-Parisiens, 6 février 1863
- Sylvie, opéra comique en 1 acte, avec Jules Rostaing, musique de Ernest Guiraud, Paris, Opéra-Comique, 11 mai 1864
- La Fiancée d'Abydos, opéra en 4 actes et 5 tableaux, musique de Adrien Barthe, Paris, Théâtre-Lyrique, 30 décembre 1865
- La grand'tante, opéra-comique en 1 acte, avec Charles Grandvallet, musique de Jules Massenet, Paris, Opéra-comique, 3 avril 1867
- La Jolie Fille de Perth, opéra en 4 actes et 5 tableaux, d'après Walter Scott, avec Henri de Saint-Georges, musique de Georges Bizet, Paris, Théâtre-Lyrique impérial, 26 décembre 1867
- La Contessina, opéra-seria en 3 actes, avec Henri de Saint-Georges, texte italien d'Achille de Lauzières, musique de Joseph Poniatowski, Paris, Théâtre Italien, 28 avril 1868
- Les Trois Souhaits, opéra-comique en 1 acte, musique de Ferdinand Poise, Paris, Opéra-Comique, 29 octobre 1873
- La Zingarella, opéra-comique en 1 acte, musique de Joseph O'Kelly, Paris, Opéra-Comique, 26 février 1878
- Le Portrait, opéra-comique en 2 actes, avec Laurencin, musique de Théodore de Lajarte, Paris, Opéra-Comique, 18 juin 1884
- Les Templiers, opéra en 5 actes et 7 tableaux, avec Paul-Armand Silvestre et Lionel Bonnemère, musique de Henry Litolff, Bruxelles, Théâtre de la Monnaie, 25 janvier 1886
- Juge et Partie, opéra-comique en 2 actes, d'après Montfleury, musique de Edmond Missa, Paris, Opéra-Comique, 17 novembre 1886

### Théâtre
- Une nuit orageuse, comédie en 2 actes, mêlée de chant, avec Armand d'Artois, Paris, Théâtre du Vaudeville, 18 septembre 1852
- Ne touchez pas à la hache ! comédie-vaudeville en 1 acte, avec Édouard Plouvier, Paris, Théâtre des Folies-Dramatiques, 15 avril 1854 Texte en ligne
- Ô le meilleur des pères, vaudeville en 1 acte, avec Adrien Decourcelle, Paris, Théâtre des Variétés, 10 juin 1854
- Philanthropie et repentir, vaudeville en 1 acte, Paris, Théâtre des Variétés, 25 avril 1855
- Trop beau pour rien faire, comédie en un acte mêlée de chant, avec Édouard Plouvier, Paris, Théâtre du Vaudeville, 13 novembre 1855
- La Crise de ménage, comédie en 1 acte mêlée de chants, avec Édouard Plouvier, Paris, Théâtre des Variétés, 23 décembre 1857
- Feu le capitaine Octave, comédie en 1 acte, avec Édouard Plouvier, Paris, Théâtre du Vaudeville, 19 mars 1859
- Si Pontoise le savait ! comédie-vaudeville en 1 acte, avec Laurencin et Francis Tourte, Paris, Théâtre du Palais-Royal, 25 février 1860
- Une bonne pour tout faire, vaudeville en 1 acte, avec Jules Rostaing, Paris, Théâtre Déjazet, 16 mars 1860
- Toute seule, comédie mêlée de chant, en 1 acte, avec Édouard Plouvier, Paris, Théâtre du Vaudeville, 4 juillet 1860
- La Czarine, drame en 5 actes et 8 tableaux, avec Octave Gastineau, Paris, Théâtre de l'Ambigu-Comique, 30 mai 1868 Texte en ligne
- L'Officier de fortune, drame en 5 actes et 10 tableaux, dont un prologue, avec Jules Rostaing, Paris, Théâtre de l'Ambigu-Comique, 11 septembre 1874
- L'Abîme de Trayas, drame en 5 actes et 6 tableaux, avec Jules Rostaing, Paris, Théâtre de Cluny, 16 janvier 1879

### Varia
- Le Théâtre chez soi. Contes et légendes en action. Charades en trois parties, 5 vol., 1887-1889
- Les Étapes d'un touriste en France. De Marseille à Menton, 1892 Texte en ligne